# Violette élevée
Viola elatior
Espèce
Classification phylogénétique
La Violette élevée (Viola elatior) est une espèce de plantes à fleurs de la famille des Violaceae.

## Synonyme
- Viola erecta auct.

## Description
Plante vivace et pubescente haute d'environ 20-40 cm et à larges Fleurs d'environ 2 cm. Les fleurs sont violet pâle. La tige sans ramifications, montant bien droit, est très caractéristique. La feuille a le limbe long, denté et, à la base, arrondi.

## Caractéristiques
Plante plutôt hygrophile des vallées fluviales, qui pousse sur sols faiblement calcaires et peu enrichis en nutriments: prairies fraîches, humides ou inondables, non amendées et ourlets associés.

## Statut de protection
En France, l'espèce est protégée sur l'ensemble du territoire métropolitain.
En Suisse, elle figure sur la liste rouge des plantes.